# 李振青
李振青（？—1826年），字嘉章，號松吟，貴州興義人，祖籍江蘇淮安，清朝官員。監生出身。

## 生平
曾擔任過福建省長泰知縣、永春知州，嘉慶年間擔任金門縣丞，任內積極緝盜，並將俸祿一部分作為浯江書院的期課膏火、祭費，不久又擔任同安知縣，道光三年（1823年）擔任彰化知縣。
李振青於道光六年（1826年）接替吳性誠，於台灣以彰化知縣代理擔任台灣府淡水撫民同知，約在該年二月或三月卒於任內。台灣府淡水撫民同知又稱淡水同知，為台灣清治時期的重要地方官員，官職品等為正五品，專司負責北台灣內政，為駐守於淡水廳的地方父母官。因為當時淡水廳管轄區域約今台灣基隆至新竹，因此實為北台灣的統治者。
李振青因為任彰化知縣任內曾處理過築排放運遭受勒索的事件，因而在竹山連興宮後殿有其長生祿位。該事件主要是因為昔時水沙連保一帶的竹材木材是綁成一排，再經清水溪、濁水溪載運，然而在行經東螺一帶的觸口、溪州時，常被索討錢文，排夫遂請求官方保護。後來在道光三年（1823年）七月十七日時，排夫劉承行一行人運送竹排時被斗六門營陳姓守備誤當作匪徒而緝捕，後來經由各方人士協調後，決定以後經由觸口、溪州的竹排不論大小，以首尾共四節為一排，定錢兩百文，作為水沙連林圯埔街天后宮與溪州元帥廟的香油錢。這項協議隔年由李振青出示曉諭，並勒石於連興宮。
父李明心，亦為淡水同知，與兒子被台灣人稱作“大小馮子才”